# Best I Ever Had
Ne doit pas être confondu avec Best Thing I Never Had.
Singles de Drake
Successful
(2009)
Best I Ever Had est une chanson du rappeur canadien Drake issue de son premier EP, So Far Gone. La chanson produite par Matthew « Boi-1da » Samuels est le tout premier single de l'artiste sorti le 16 juin 2009. La chanson a d'abord été publiée le 13 février 2009 sur la troisième mixtape de l'artiste nommée également So Far Gone. Sa popularité a aidé Drake à sortir So Far Gone comme un EP. La chanson est également incluse sur le premier album studio de Drake Thank Me Later en tant que piste bonus.
En 2009, le titre a été nommé Rap Song Hot de l'année par le magazine Billboard. La chanson a été nommée deux fois à la 52e cérémonie des Grammy Awards. Le morceau comporte des échantillons de Fallin 'in Love du groupe de rock américain Hamilton, Joe Frank & Reynolds.

## Classement
| Classement (2009-2010)         | Meilleure position |
| ------------------------------ | ------------------ |
| Canada (Hot 100)               | 24                 |
| États-Unis (Hot 100)           | 2                  |
| États-Unis (R&B/Hip-Hop Songs) | 1                  |
| États-Unis (Pop Airplay)       | 10                 |
| États-Unis (Rap Songs)         | 1                  |